# ダービーシューズ

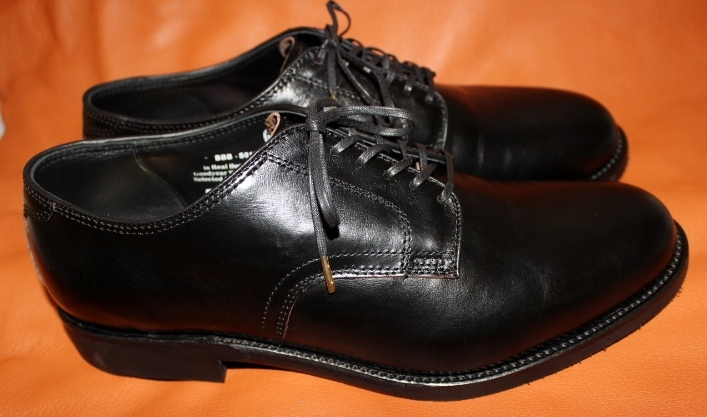
ダービーシューズ。米軍のサービスシューズをデザインソースにbrotherbridge社が復刻したもの

ダービーシューズ（英 : derby shoe）は、革靴の一種。日本では外羽根式短靴と呼ばれる。靴紐を留める部分が、外側に縫い付けられたものを差し、主にヨーロッパ大陸でこのように呼ばれる。ブラッチャーとも知られ、1815年にワーテルローの戦いでプロシア軍の元帥ゲファルト・レーバレヒト・フォン・ブラヘルが考案したとされ、英軍のウェリントンを助けたことで広まった。
服飾評論家の林勝太郎によると、「ダービーは、パリのエルメス本店の中に古くから店を構えているジョン・ロブが作っている。ロブの店のダービー・モデルは、ウィングチップの外羽根式のもので、ことにロングノーズと呼ばれる、細長くエレガントで美しいシルエットを特徴にしている」とある。
1850年代にはスポーツとハンティング用のブーツになり、20世紀の変わり目までに街での着用に適したものになった。このデザインは、イギリスやヨーロッパ大陸のメーカーではダービーと呼ばれ、アメリカのメーカーではブラッチャー（blucher）と呼ばれることが多い。なお、本来、ダービーではアッパーにヴァンプ部分と分かれた、アイレットが縫い付けられた大きな腰革（quarter）がある。

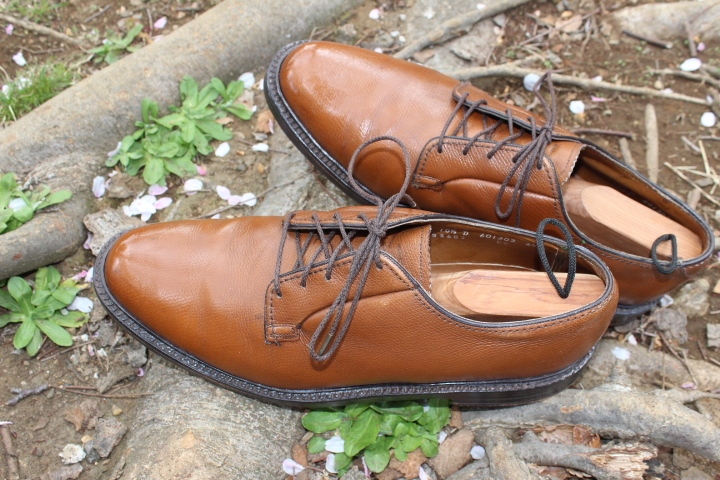
1枚革のブラッチャー（外羽根式）プレーントゥシューズ。（1970年代のフローシャイム製、インペリアル Florsheim Imperial 93603）

これに対し、ブラッチャーではアッパーは1枚革で作られているとされる。